# ТК-Стиль (фабрика)
ТК-Стиль — швейна фабрика повного циклу виробництва. Основною діяльністю є виробництво верхнього одягу та гуртова торгівля одягом.

## Історія
- 1995 рік— у січні завершено будівництво "Експериментальної фабрики спортивного одягу". з випуску спортивних курток. Через нестачу коштів фабрику було укомплектовано на 34-98%%. Замість 180 швейних машин придбано 75.

- 2002 рік —Унаслідок, неефективних управлінських дій, а також глибокої економічної кризи в тогочасній Україні підприємство практично простоювало, 90% виробничих потужностей законсервовано.  В листопаді 2002 року на загальнихзборах акцыонерів була прийнят пропозиція приватного підприємства "Текстильний комбінат "Стиль" (далі ТК-"Стиль"), здати  майновий комплекс фабрики в оренду. За умови працевлаштування персоналу фабрики та завантаження діючих потужностей.

- 2002— 2005 р.р. з метою вирішення питання повного завантаження виробничих потужностей підприємство змушено було надавати послуги з переробки давальницької сировини. Налагоджено співпрацю з французькою фірмою "Лєнер-Кордьє" (річний обсяг випуску- 75 - 85 тис. виробів: пальта, напівпальта, плащі, жакети) та голландською фірмою "Байкема Фешн" (річний обсяг випуску - 5 - 10 тис. виробів: спідниці, жакети).

- 2006— Фонд державного майна України продав 50,86% акцій підприємства приватним інвесторам.

## Підприємство
З 2002 року на оновлення основних фондів було витрачено близько 4,5 млн грн. Здійснено капітальний ремонт покрівлі та виробничих приміщень, встановлено нові технологічні лінії з пошиття верхнього жіночого одягу. 
Нині ПрАТ на 70 % оснащене новітнім високопродуктивним технологічним обладнанням, у тому числі лінією швейних машин німецької фірми "Durkopp", технікою інших відомих світових виробників.